# Iveco Eurofire
La Iveco Eurofire è stata una holding creata dalla Iveco (Gruppo Fiat) e la Renault Véhicules Industriels con quote rispettivamente al 85% e al 15%.

## Storia
La società fu annunciata nel luglio 1996 e nel novembre dello stesso anno, una volta completate le autorizzazioni necessarie dalle autorità nazionali e europee per la concorrenza, viene costituita in dicembre 1996 e operativa dal 1º gennaio 1997.
Nel 1996 il fatturato delle tre società si aggirava sui 320 miliardi di lire, primo gruppo al mondo all'epoca nel settore antincendio. La italiana Iveco Mezzi Speciali nata dalla ceneri della Baribbi di Brescia, fu acquisita dal gruppo Iveco nei primi anni '90. Lo stabilimento nel quartiere San Polo (Brescia) fu chiuso nel 2008 e l'attività continuata nel sito storico Iveco già OM con ingresso in via A.Franchi.

## Struttura
Nella holding sono state fatte confluire tutte le attività di soccorso e antincendio dei due gruppi italiano e francese, ovvero la Iveco Magirus Brandschutztechnik GmbH, società nata nell'autunno 1995 scorporata da Iveco Magirus, la Iveco Mezzi Speciali di Brescia e la CAMIVA francese.
La Magirus nello storico stabilimento di Ulma in Germania nel 1996 produceva 780 veicoli con un fatturato di 210 mld di lire e 580 dipendenti. Oltre a Ulm vi sono i siti di Weisweil, Görlitz e l'austriaca Magirus-Lhor di Kainbach bei Graz. La Iveco Mezzi Speciali nello stabilimento cittadino di San Polo (Brescia), produceva 160 veicoli all'anno con un fatturato di 50 mld di lire e 180 dipendenti.
La CAMIVA storicamente presente a Chambéry, produceva 330 veicoli con un fatturato 60 mld di lire e 230 dipendenti.